# Petrol Ofisi Spor Kulübü
Il Petrol Ofisi Spor Kulübü è stata una squadra turca di calcio che in passato ha militato nella serie a turca un anno.
Il club è nato nel 1954 ed è fallito nel 2010.
La società aveva sede vicino ad Ankara.

## Partecipazioni a campionati professionistici
- Süper Lig: 1994-1995
- 1. Lig: 1964-1968, 1982-1994, 1995-1996, 1998-1999
- 2. Lig: 1968-1975, 1996-1998, 1999-2001
- 3. Lig: 2001-2002

## Palmarès
- TFF 3. Lig: 1

1997-1998